# Raymond Griffith
Raymond Griffith (ur. 23 stycznia 1895, zm. 25 listopada 1957) – amerykański aktor, producent filmowy i scenarzysta.

## Filmografia
scenarzysta
- 1920: Down on the Farm
- 1923: Going Up
- 1931: Local Boy Makes Good
- 1931: Bóg dał za dużo kobiet

aktor
- 1915: Scandal in the Family
- 1917: His Thankless Job jako Bezrobotny
- 1922: The Crossroads of New York jako Wall Street 'Wolf'
- 1925: Fine Clothes jako Oscar
- 1927: Time to Love jako Alfred Sava-Goiu

producent
- 1932: You Said a Mouthful
- 1935: Clive z Indii
- 1937: Dwaj mężowie pani Vicky
- 1939: Trzej muszkieterowie
- 1940: The Great Profile

## Wyróżnienia
Posiada swoją gwiazdę na Hollywoodzkiej Alei Gwiazd.